# القناة الثانية (المغرب)
القناة الثانية (بالفرنسية: 2M) (تُلفظ: دوزيم) هي قناة تلفزية فضائية ورقمية مغربية ومقرها الدار البيضاء، تأسست القناة على يد مجموعة أمنويم شمال أفريقيا (ONA) قبل أن تبتاعها الدولة المغربية كانت القناة الثانية مشفرة أما من 1997 إلى الآن فهي مفتوحة عبر الهواء. تقدم المحطة خدماتها باللغات العربية والأمازيغية ثم الفرنسية، وتبث القناة برامجها بتقنية عالية الجودة (HD) منذ 22 أكتوبر 2024.

## تاريخ القناة
في عام 1988، وقعت شركة SOREAD مع الحكومة المغربية عقداً يتيح لها برمجة إذاعة برامجها التلفزيونية على نطاق وطني كامل، بعد التوقيع على إتفاقية بين الطرفين شرعت القناة في بث برامجها تجريبياً وفق دفتر تحملات وظيفي متفق عليه لتكون أول قناة خاصة في المغرب وفي أفريقيا وفي العالم العربي، وكانت انطلاقتها الرسمية في 4 مارس 1989.
وكأي قناة غير مجانية كانت دوزيم تزود مشتركيها بالبث المشفر في حين تبث ساعة واحدة في اليوم لغير المشتركين،
و قد وضعت هدفها في 250 ألف مشترك بحلول 1994.
وقد لاقت القناة إستحسان الجمهور عند انطلاقتها، رغم أنها عانت كثيراً من ظاهرة القرصنة خصوصاً في غياب قانون يجرمها، هذا بالإضافة إلى المنافسة التجارية غير المشروعة.
بعدها بسبع سنوات وبالضبط سنة 1996 إنسحبت مجموعة أونا -والتي كانت تمتلك أكبر نسبة في أسهم القناة- بعد أزمات مالية خانقة. ولم تكن القناة لتدوم لولا تدخل الحكومة ومجموعة بنجلون سنة 1997 حيث تم شراء 43 في المئة من رأسمال الشركة المجهولة الاسم المتحكمة في القناة من قبل مجموعة بنجلون و 35 من قبل الحكومة. بعد هذا التحول وفي 10 يناير 1997 الذي صادف أول يوم من شهر رمضان عرضت القناة لأول مرة للجميع على الصعيد الوطني مجانًا محدثة ثورة في عالم التلفزيون المغربي والمغاربي، وكان أول برنامج عُرض بعد إطلاق القناة بالمجان هو برنامج نجوم الغد الذي قدمه الاعلامي الشهير عتيق بنشيكر، منذ أواخر التسعينيات صارت القناة المغربية الأكثر مشاهدة في العالم كله من خلال الأقمار الصناعية والبث الرقمي[بحاجة لمصدر]، قبل أن تشهد القناة مرحلة التأميم النهائي بضم القناة إلى القطب العمومي إلى جانب مكونات الشركة الوطنية للإذاعة والتلفزة.
وفي عام 2024 تحولت القناة الثانية إلى البث بتقنية البث عالي الجودة.

## برمجة القناة

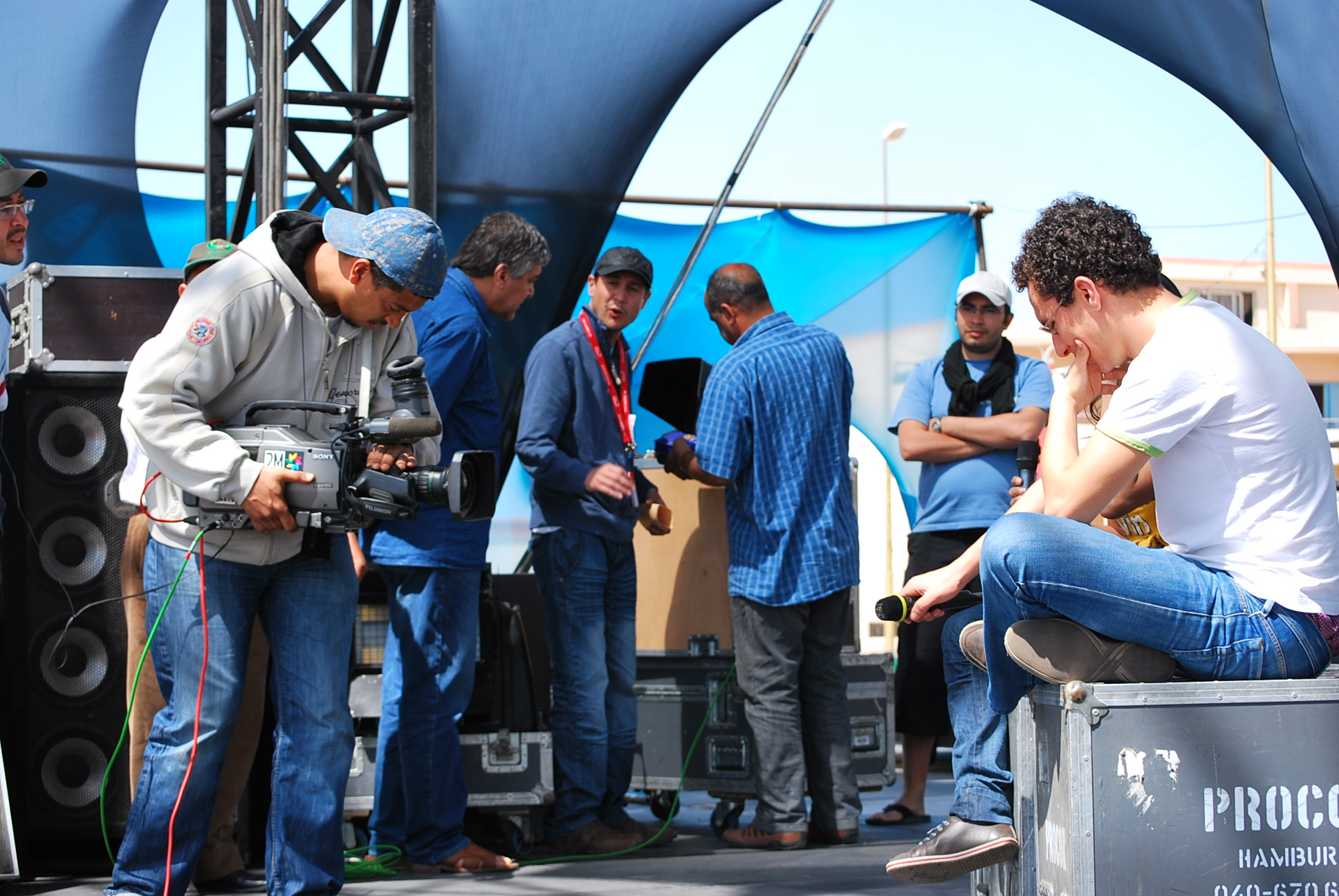
تصوير برنامج أجيال بمدينة الداخلة

منهج القناة يعتمد على ثلاث ركائز أساسية وهي الترفيه، القرب من المشاهد والفضول. الأول يتجلى في الأفلام، المسلسلات، والمسابقات. والثاني في البرامج الاجتماعية. والثالث في البرامج السياسية والوثائقيات، وإضافة لاهتمامها بالانتاجات المحلية، فدوزيم تهتم كذلك بالإنتاجات العالمية من خلال بثها لمسلسلات وأفلام عالمية ناجحة، كما تهتم بالأخبار الوطنية والدولية، حيث انتقلت القناة من 3 نشرات إخبارية عام 1999 إلى 13 نشرة عام 2000( لكن التجربة لم تدم لمدة طويلة). وقد وصلت هذه القناة لأكثر من 70% من الساكنة مساهمة بذلك في إغناء المجال السمعي البصري المغربي . ومشاركة في انفتاح المغرب على العالم.
تقدم القناة الثانية منذ 30 عاما مجموعة واسعة من البرامج الكاملة وتسلسلا سينمائيا من الأرشيف تروي الأحداث التي طبعت التاريخ المغربي وأبرز وجوهه.

ومنذ تأسيس القناة الثانية، حفظت أكثر من 24 ألف ساعة من البرامج، هي بشكل عام من إنتاج خاص (أو إنتاج مشترك أو بناء على الطلب) ومنها: برامج إخبارية ومجلات وبرامج أسبوعية متخصصة وبرامج منوعات وبرامج للأطفال ومناقشات وبرامج خيال علمي وبرامج دينية وثقافية وألعاب وغيرها.

## العنوان
- المقر الرئيسي

كلم 7.3 طريق الرباط - عين السبع – الدار البيضاء
الهاتف : 55/56/57 74 66 22 05
الفاكس : 92 73 66 0522
- مكتب الرباط

الهاتف : 60 46 20 0537

## مسلسلات مغربية

لقطات مسلسل الحسين والصافية

- الربيب
- العوني
- علال القلدة
- نسيب الحاج عزوز
- لالة فاطمة
- رمانة وبرطال
- مبارك ومسعود
- وجع التراب
- تريكة البطاش
- العقبة ليك
- صالون شهرزاد
- بنات لالة منانة
- كنزة فالدوار
- لكوبل
- زينة
- الغالية
- زهر ومريشة
- مقطوع من شجرة
- سر المرجان
- لوبيرج
- الحسين والصافية
- الخاوة
- حديدان في كليز
- كبور ولحبيب
- حديدان
- اليتيمة
- فوق السحاب
- ديسك حياتي
- أوشن
- ولاد علي
- السر المدفون
- الكوبيراتيف
- الإرت (مسلسل)
- شاهد قبل الحذف (مسلسل)
- باب البحر (مسلسل)
- قيسارية أوفلا
- دار السلعة (مسلسل)
- دايزو القوام (مسلسل)
- كلنا مغاربة
- الكولوك
- سوق الدلالة (مسلسل)
- زنقة السعادة
- لمكتوب (مسلسل)
- الزطاط (مسلسل)
- التي را التي
- صافي سالينا (مسلسل)
- بغيت حياتك (مسلسل)
- عرس الديب (مسلسل)
- ديرو النية
- طريق الورد (مسلسل)
- خو خواتاتو
- الروسيطة
- عين كبريت (مسلسل)
- أسرار الليل (مسلسل)
- جيب داركم
- لمختفي (مسلسل)
- حياة خاصة (مسلسل)
- الشياطين لاتتوب (مسلسل)
- جوج وجوه (مسلسل)
- بنات الحديد (مسلسل)
- بنات اليوم (مسلسل)
- من فم السبع (مسلسل)
- ألحان الماضي (مسلسل)
- مسك الليل (مسلسل)
- مبروك علينا
- عين ليبرة (مسلسل)
- الشرقي والغربي (مسلسل)
- الدم المشروك (مسلسل)

## مسلسلات مصرية
- الدالي
- الضوء الشارد
- الطارق
- العطار والسبع بنات
- أبيض في أبيض
- العميل 1001
- الفريسة والصياد
- الليل وآخره
- المرسى والبحار
- المصراوية (مسلسل)
- نجمة الجماهير
- ملك روحي
- العمة نور
- أماكن في القلب
- امرأة من نار (مسلسل)
- أولاد الشوارع (مسلسل)
- أين قلبي
- طرح البحر
- بنت بنوت (مسلسل)
- بوابة الحلواني
- ليالي الحلمية
- الست أصيلة
- الحقيقة و السراب
- سوق الخضار
- للثروة حسابات أخرى
- حضرة المتهم أبي
- حدائق الشيطان
- سارة (مسلسل مصري)
- شرف فتح الباب
- عفاريت السيالة
- في أيد أمينة
- قصة الأمس
- قلب ميت
- عمارة يعقوبيان (مسلسل)
- قضية نسب
- حق مشروع
- سلطان الغرام
- بعد الفراق
- كناريا وشركاه
- شط اسكندرية
- جدار القلب
- زهرة وأزواجها الخمسة (مسلسل)
- حكايات وبنعيشها (مسلسل)
- سمارة (مسلسل)

## مسلسلات مدبلجة
- سامحيني (معروف باسم منار)
- سمانتا
- سحر الغجريات
- آلام خفية
- الحب الأسير
- الحب الحقيقي
- روبي
- العد العكسي
- أين أبي
- ديابلو
- سنوات الضياع
- حب في مهب الريح
- بيريجرينا
- استريلا
- العشق الممنوع
- لحظة وداع
- ماتنسانيش (معروف باسم خلود)
- إيزيل
- لارا
- ثمن الحب
- قبول
- لعبة الموت
- مصير آسية
- زمان لغدر
- بين نارين
- لن أتخلى أبدا
- أمهات وبنات
- حب أعمى
- الشمال و الجنوب
- جسور والجميلة
- البحر اللذي في قلبي
- فضيلة وبناتها
- من أجل إبني
- الوعد
- لحن الحياة
- الطيور المجروحة
- لعبة القدر
- السر
- الخواتات
- البراءة
- مسك الليل
- حورية
- الأمانة
- وجع القلب

## البرامج
- جار ومجرور
- ماستر شيف المغرب
- عائلة ضد عائلة
- واش حنا هما حنا
- بغيت ندوز فدوزيم
- دار و ديكور
- صنعة بلادي
- مختفون
- لحبيبة مي
- مع الناس[2]
- أحسن Pâtissier
- رشيد شو
- جزيرة الكنز
- أحسن Pâtissier célébrités
- dream artist
- ضوء النجوم
- غامر ولاغادر
- jam show
- ستوديو دوزيم

## وصلات خارجية
- الموقع الرسمي
- بث مباشر للقناة الثانية